# Mildstedt
Mildstedt (tiếng Đan Mạch: Mildsted) là một đô thị thuộc huyện Nordfriesland, bang Schleswig-Holstein, Đức.